# Pere Gifre i Ribas
Pere Gifre i Ribas (Creixell, Borrassà, 1962) és historiador i professor d'història.
Des de 1986 és professor de secundària d'història i geografia. Als anys 90 participà en el consell de redacció de la col·lecció Quaderns d'història de Figueres. Fou membre de la junta de l'Agrupació Cultural Atenea i president de l'Associació d'Història Rural de les Comarques Gironines (2000-2011). Formà part del grup coordinat per Eva Serra que edita Les corts catalanes de l'època moderna.
S'ha especialitzat en història moderna, concretament de la ruralia de la regió de Girona, de la catalogació, estudi i difusió dels arxius patrimonials de les comarques gironines i de l'estudi de les Corts catalanes. Ha publicat diversos articles en revistes especialitzades i és autor, juntament amb Santi Soler, dels llibres Patrimoni i arxiu. Inventari del fons patrimonial Caramany de Corçà (1996) i Els Farners: vassalls de senyors i senyors de pagesos. Catàleg documental de l'Arxiu Farners (1996). Amb Joaquim Albareda, el manual Història de la Catalunya moderna (1999). Amb Xavier Torres, Treballs y desditxas que àn succeït en lo present principat de Chatalunya y en particular a nostre bisbat de Gerona (1674-1700) i amb Josep Matas i Santi Soler, Els arxius patrimonials (2002). Va coordinar la col·lecció Història de les comarques gironines i la publicació del volum Història de l'Alt Empordà (2000). Ha col·laborat en moltes altres publicacions com ara La masia catalana. Evolució, arquitectura i restauració (2005), Els últims hereus. Història oral dels propietaris rurals gironins, 1930-2000 (2005), 1956, l'any de la fred (2005), Forçats a foc i llum : una història oral dels últims masovers de la regió de Girona, 1930-2000 (2011), La Guerra de Successió dia a dia(2013).
Ha format part del jurat de la Beca de Recerca de la Ciutat de Figueres en diverses ocasions. El 2009 es doctorà amb una tesi sobre la consolidació dels senyors útils i propietaris de masos.

## Obra[12]
- Epítome universal per Catalunya : 1719-1720 / de Francisco Verdaguer i Bosch, pagès de Llançà ; estudi introductori i edició de Pere Gifre Ribas. Ajuntament de Llançà, 2015. ISBN 9788460676331
- Els Senyors útils i propietaris de mas : la formació històrica d'un grup social pagès : vegueria de Girona 1486-1730. Barcelona : Fundació Noguera, 2012. ISBN 9788499752891
- Delmes, censos i lluïsmes : el feudalisme tardà a la Catalunya vella : vegueria de Girona, s. XVI-XVII. Girona : Documenta Universitària : Associació d'Història Rural de les Comarques Gironines : Centre de Recerca d'Història Rural de la Universitat de Girona, 2011. ISBN 9788499841205
- 127 genealogies de Fernando Viader. Girona : CCG Edicions : Associació d'Història Rural de les Comarques Gironines ; Centre de Recerca d'Història Rural de la Universitat de Girona ; Banyoles : Consell Comarcal del Pla de l'Estany, 2004. ISBN 8495483726
- L'Ordi i el conreu de cereals : testimonis gràfics d'una transformació (Ordis, 1930-2005). Ordis : Ajuntament d'Ordis, 2005.
- Els Arxius patrimonials. Girona : CCG Edicions : Associació d'Història Rural de les Comarques Gironines : Institut de Llengua i Cultura Catalanes de la Universitat de Girona, 2002. ISBN 8495483319